# Perdiu dels bambús de la Xina
La perdiu dels bambús de la Xina (Bambusicola thoracicus) és una espècie d'ocell de la família dels fasiànids (Phasianidae) que habita zones arbustives i bosquets de bambú a les terres baixes del sud de la Xina i Taiwan.
Dins d'aquesta espècie era ubicada la població de Taiwan, que avui es considera una espècie de ple dret amb el nom de perdiu dels bambús de Taiwan (Bambusicola sonorivox), arran els treballs de Hung et al. 2014